# Mario Tozzi (peintre)
Mario Tozzi (né à Fossombrone, 30 octobre 1895 – mort à Saint-Jean-du-Gard, 8 septembre 1979) est un peintre italien.

## Biographie
Mario Tozzi est né à Fossombrone, dans le Marches, aîné de cinq frères. Il abandonne ses études de chimie pour se consacrer à sa vocation artistique et entre à l'Académie des Beaux-Arts de Bologne en 1913 où il rencontre Morandi et Licini. Il obtient son diplôme en 1915. Il fait son service militaire pendant la Première Guerre mondiale, au cours de laquelle il perd deux de ses cinq frères.
Libéré en 1919, il épouse une jeune française, Marie Thérèse Lemaire, et s'installe avec elle à Paris. Il expose au Salon des Artistes Indépendants, au Salon d'Automne et au Salon des Tuileries où il est immédiatement remarqué par la critique. En 1926, il retrouve son ami Licini à Paris et les autres peintres italiens de l'avant-garde. Il devint notamment ami du peintre et affichiste Severo Pozzati.
La même année, il expose à la première exposition de Novecento. Il fonde ensuite le Groupe des Sept (Groupe des Sept, aussi connu comme Les Italiens de Paris) avec Campigli, de Chirico, de Pisis, Paresce, Savinio et Severini. Les années trente sont pour lui l’année de sa consécration où il reçoit la Légion d'honneur du gouvernement français.
De retour à Rome en 1936, il se consacre à la fresque (en 1938 pour l'intérieur du Palais de Justice de Milan). Il expose à la Biennale de Venise en 1938 et 1942.
Les années 1940-1950 sont des années studieuses et de réflexion profonde il se fait rare sur la scène artistique pour raison de graves problèmes de santé. Il est présent cependant à la Biennale de Venise en 1948, en 1952 et en 1954.
Enfin, il reprend ses expositions en 1958 à la galerie Annunciata de Milan. En 1960, il s’installe à Suna dans la maison familiale où il réalise ses peintures intitulées Fonds blancs et ses lithographies en couleurs représentant des têtes de femmes.
De nouveau en France en 1971 pour côtoyer sa fille et ses petits-enfants, il y meurt en 1979.

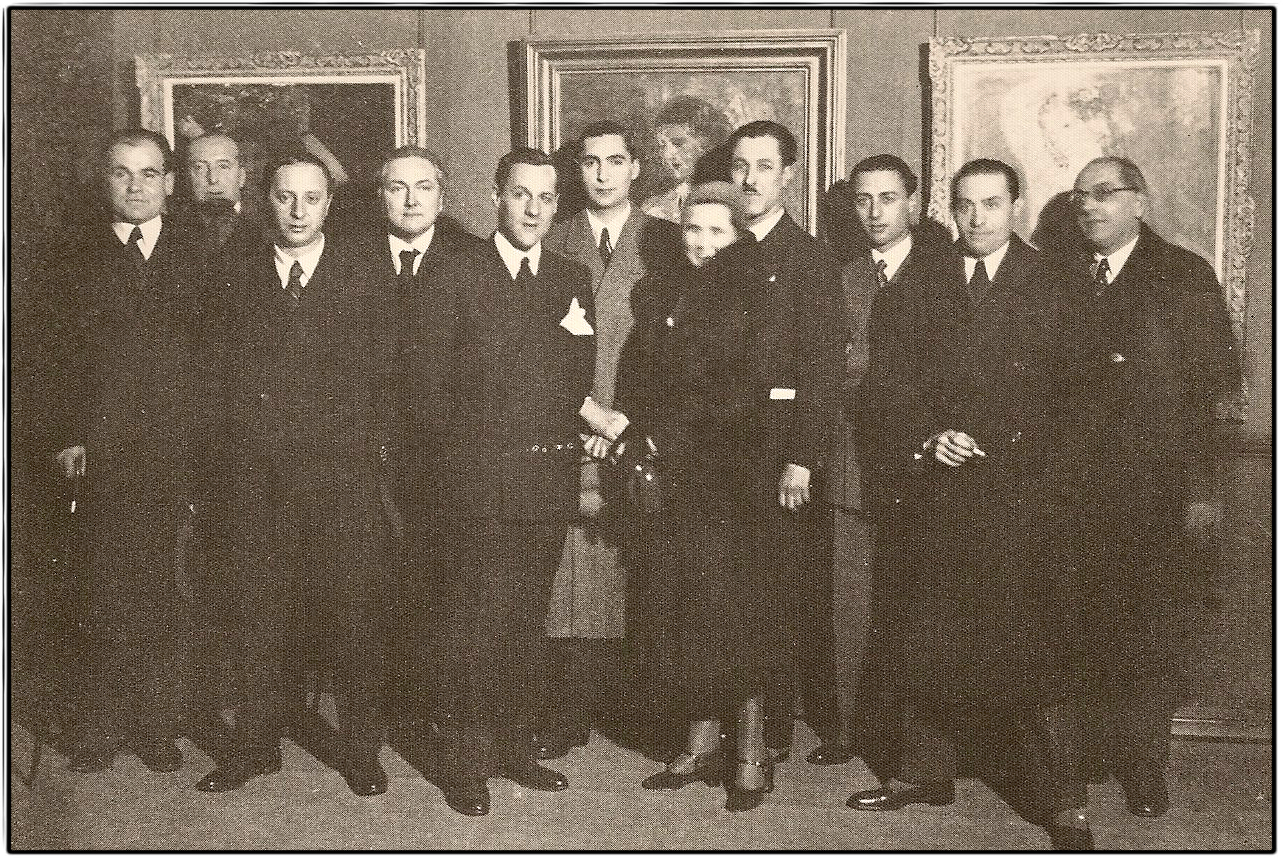
Inauguration de l’exposition Art italien à Paris, 1932.
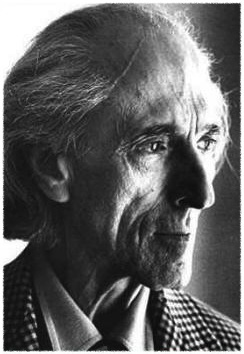
Mario Tozzi.
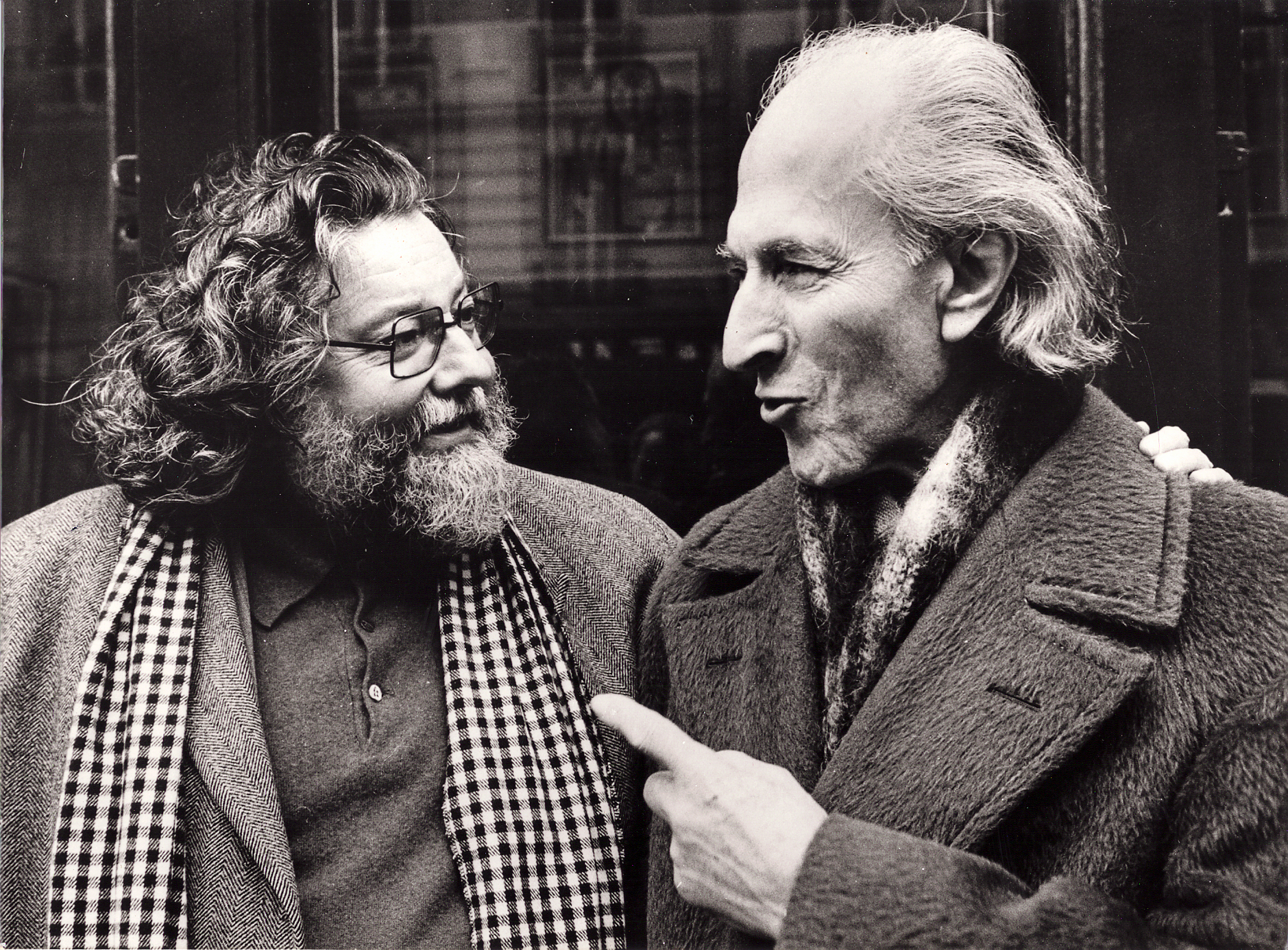
Mario Tozzi et Pierre Restany.
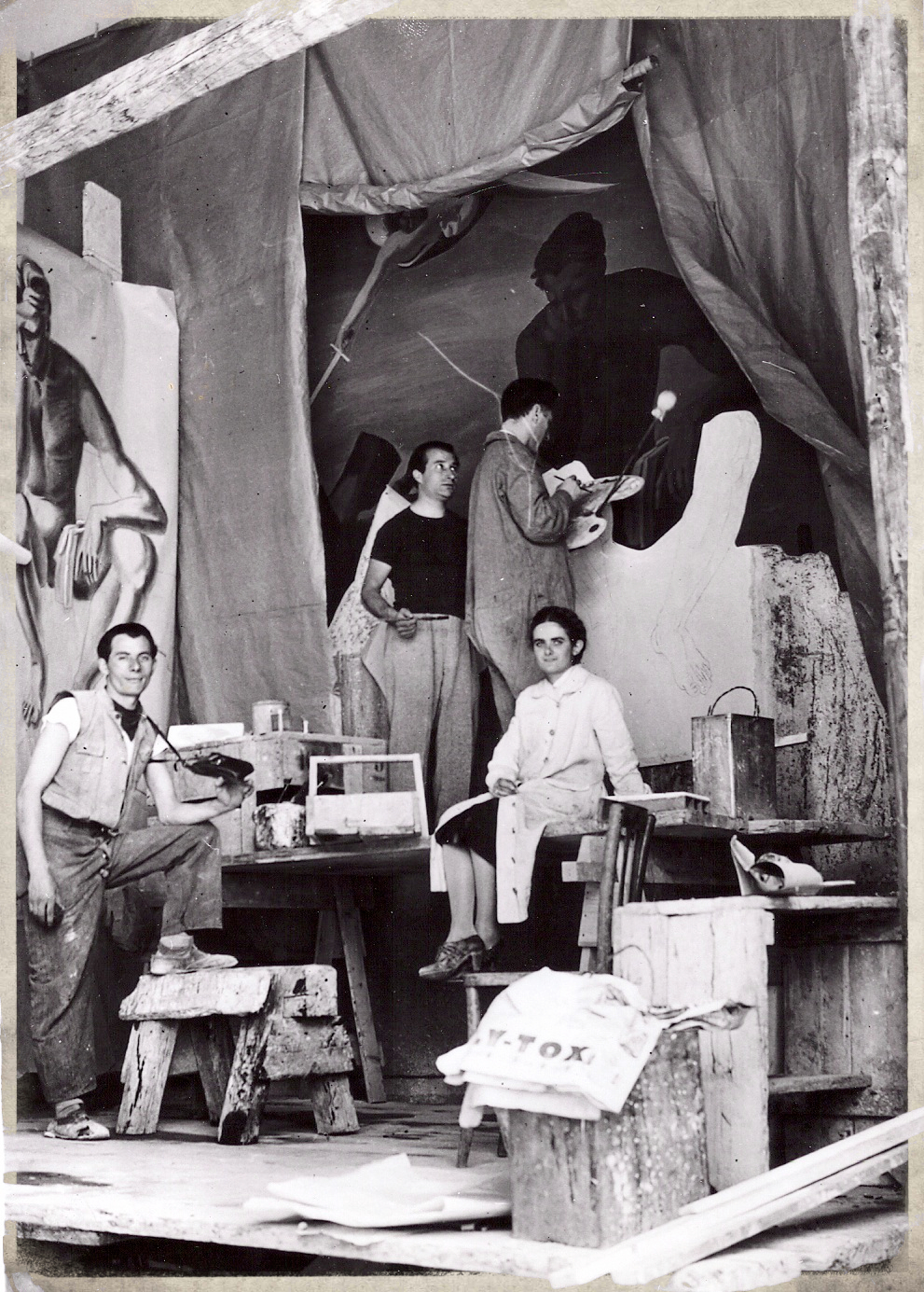
Réalisation de la fresque du Palais de Justice de Milan, 1938.

## Mario Tozzi dans les musées
- Centre Georges Pompidou - Paris
- Musée des Beaux - Arts de Lyon Musée des beaux-arts de Lyon
- Kunstmuseum (Berne)
- Musées d'État de Berlin Staatliche Museen zu Berlin-Nationalgalerie
- Musée des Beaux-Arts de Budapest Szépmuvészeti Muzeum
- Musée des beaux-arts Pouchkine à Moscou
- Musée d'art de San Paolo au Brésil
- Galerie d'art moderne et contemporain de Bergame
- Corridor Vasari Florence
- Musée du paysage de Pallanza
- Musée d'Art Moderne Mario Rimoldi à Cortina d'Ampezzo
- Galerie d'art contemporain (Assise)
- Musée du vingtième siècle à Milan
- Collections d'art de l'Ospedale Maggiore à Milan
- Galerie d'art moderne Lercaro à Bologne
- Galerie nationale d'art moderne et contemporain à Rome
- Galerie d'art moderne et contemporain de Saint-Marin
- Galerie civique d'art moderne et contemporain de Turin
- Musée d'art moderne et contemporain de Trento et Rovereto
- Musée Novecento de Florence